# ماريون بف
ماريون بف (بالإنجليزية: Marion Pugh)‏ هو لاعب كرة قدم أمريكية أمريكي، ولد في 6 سبتمبر 1919 في فورت وورث في الولايات المتحدة، وتوفي في 20 نوفمبر 1976 في كوليج ستيشن في الولايات المتحدة.

## وصلات خارجية
- ماريون بف على موقع مرجع كرة القدم المحترفة.كوم (الإنجليزية)
- ماريون بف على موقع JustSportsStats.com (الإنجليزية)
- ماريون بف على موقع كلية كرة القدم في سبورتس رفرنس.كوم (الإنجليزية)